# Граман F4F вајлдкет
Граман F4F Вајлдкет (енгл. Grumman F4F Wildcat) је био амерички ловачки авион из периода Другог свјетског рата.
Производила га је фабрика Граман од 1940. до 1943., а Џенерал Моторс и касније. Кориштен је углавном на пацифичком ратишту против Јапана, најчешће са носача авиона.

## Развој
Први лет прототипа је изведен 2. септембра 1937. године. Авион се није добро показао у такмичењу са авионом супарника Брустер Ф2А Бафалом који је и наручен. Брзина је била скромних 467 km/h. Граман је зато пришао редизајну, појачан је мотор, повећан распон крила, измјењен реп и промијењен распоред наоружања. У новој форми је полетио у марту 1939. Летне особине су биле знатно боље а брзина је порасла на 539 km/h. 8. августа 1939. морнарица је наручила првих 78 производних авиона под ознаком Ф4Ф-3.
Французи су ускоро наручили авионе Ф4Ф, али је Француска окупирана у јуну 1940. па су наруџбу преузели Британци и авиони су кориштени под ознаком Мартлет Mk 1 (Martlet Mk I).
Производња побољшане верзије Ф4Ф је почела у новембру 1941., и до јапанског напада на Перл Харбор неке јединице маринаца и морнарице су добиле ову верзију. 
Задња верзија коју је правио Граман је била извиђачки авион великог долета Ф4Ф-7 са камерама, без наоружања, и са повећаним резервоарима горива. Пошто је потреба за развојем и израдом ловца F6F хелкета била хитна, Граман је потписао уговор са Џенерал Моторсом о производњи Ф4Ф у ЏМ под ознаком ФМ-1. Први ФМ-1 авиони су израђени 31. августа 1942. Ових је израђено 1151, од којих је 312 предато Британцима као Мартлет Mk 5.
У исто вријеме Џенерал Моторс је развио побољшану верзију ФМ-2, изведену из Граманових прототипова за авион Ф4Ф-8. Главне промјене су биле мотор од 1350 кс, повећан вертикални реп и смањена маса. Израђено је 4777 авиона ФМ-2, а 370 од тих је предато Британији, гдје су добили ознаку Вајлдкет Mk 6, а ознака Вајлдкет је примјењена ретроактивно и на претходне Мартлет авионе.

## У борби
Вајлдкетима су опремљени носачи авиона Ентерпрајз, Хорнет и Саратога (Enterprise, Hornet, Saratoga) и са њих су летјели у ваздушно-поморске битке у Кораљном мору и Мидвеју, а касније код Гвадалканала. 
Покретљивост Ф4Ф је била слабија него покретљивост главног супарника, Мицубиши А6М Зеро. Ипак, Ф4Ф је имао бољу оклопну заштиту и чвршћу конструкцију. Уз напредне тактичке поступке, амерички пилоти су били генерално успјешни, избјегавајући маневарске борбе а користећи већу брзину својих авиона у обрушавању.
Били су у центру акција на Пацифику док нису почели да се замјењују модернијим ловцима F6F хелкет и Ф4У Корсер током 1943. Американци су их користили и у сјеверној Африци током 1942. Вајлдкети су кориштени до краја рата на мањим пратећим носачима авиона, одакле тежи ловци нису могли да дејствују.
Британци су Ф4Ф користили са својих носача авиона, нарочито у Средоземљу и над Атлантиком.

## Карактеристике (Ф4Ф-4)
Врста авиона: ловац
- Први лет прототипа: 1937.
- Произвођач: Граман

Димензије
- Аеропрофил крила:

Масе
Погонска група
- Мотор: Прат и Витни Р-1830 (Pratt & Whitney R-1830-86), 900 kW, 1,200 КС
- Однос снага/маса:

## Летне особине
- Највећа брзина: 537
- Радијус дејства: 1240
- Највећи долет: 1384km
- Оперативни врхунац лета: 12,000
- Брзина пењања: 9.9

## Наоружање
- Стрељачко: 4 митраљеза калибра 0.50 in (12.7 mm) АН/M2 Браунинг (Browning) у крилима, 450 метака по сваком
- Бомбе: 2 од по 45 kg или 2 допунска резервоара са 220 литара горива